# WILL (中島美嘉の曲)
「WILL」（ウィル）は、2002年8月7日にソニー・ミュージックアソシエイテッドレコーズから発売された中島美嘉の5枚目のシングル。

## 解説
前作「Helpless Rain」から3か月ぶりのシングル。
オリコンチャートシングル部門で3位を獲得した。
1枚目のアルバム『TRUE』の先行シングルであり、カップリング曲の「Just trust in our love」ともに、『TRUE』にアルバムバージョンで収録されている。
表題曲「WILL」は「STARS」以来のドラマタイアップで、「STARS」と同じ作詞家・作曲家・編曲家となっている。後に、作曲の川口大輔がセルフカバー。
本作で『第53回NHK紅白歌合戦』に初出場した。

## 収録曲
1. WILL
  - 作詞：秋元康／作曲：川口大輔／編曲：冨田恵一
  - 関西テレビ・フジテレビ系ドラマ『天体観測』主題歌。
2. Just trust in our love
  - 作詞：H／作曲：shinya／編曲：OCTOPUSSY
3. WILL（Instrumental）
4. Just trust in our love（Instrumental）

## 各曲の収録アルバム
- TRUE (#1,2、2曲ともアルバムバージョン)
- BEST (#1)
- DEARS (#1)

## カバー
WILL
- Boyz II Men - 『Winter/Reflections』（2005年11月30日リリース）に収録。
- JUJU - 『Request』 (2010年9月29日リリース）、トリビュート・アルバム『MIKA NAKASHIMA TRIBUTE』（2016年2月24日リリース）[1]に収録。
- クリス・ハート - 『Heart Song II』（2014年6月25日リリース）に収録。